# 38P/Stephan-Oterma
El cometa Stephan-Oterma, denominat formalment com 38P/Stephan-Oterma, és un cos estel·lar de cicle periòdic que viatja pel sistema solar, i que pertany a la família del cometa de Halley.
L'Stephan-Oterma va ser descobert per l'astrònom Jérôme I. Coggia el 22 de gener de 1867 en l'Observatori de Marsella. Al principi, Coggia pensava que havia trobat una nebulosa que encara no havia estat identificada; però a causa de les males condicions meteorològiques no va poder continuar les observacions, les quals van ser represes per l'astrònom francès Édouard Stephan dos dies més tard. Stephan va assenyalar que l'objecte s'havia mogut i va anunciar el descobriment d'un nou cometa. Atès que no s'esmenta en el telegrama a Coggia, al cometa se li va donar el seu nom.
De manera independent, Ernst Tempel també va aconseguir identificar el cometa però això va ocórrer el 28 de gener en les proximitats de l'estel π Arietis.
El 1891, Ludwig Becker va proposar l'òrbita final del cometa i va predir que tornaria entre 1902 i 1912, no obstant això, no va poder ser observat en aquest període. L'Stephan-Oterma va ser redescobert per l'astrònoma filandesa Liisi Oterma el 6 de novembre de 1942. Per la seva banda Fred L. Whipple va calcular una òrbita i el va identificar com el cometa que va ser proposat per Stephan en 1867. Donades les diferents observacions va ser possible estimar el període orbital entre 38,84 i 38,88 anys. La següent aparició va ser predita amb èxit per DK Yeomans.
Va ser novament observat el 13 de juny 1980 per H.-I. Schuster del Observatori Europeu Austral (ESO).
El cometa Stephan-Oterma té una òrbita amb una alta excentricitat, inclinat en aproximadament 18° pel que fa al plànol de l'eclíptica. L'afeli se situa per fora de l'òrbita d'Urà, a unes 20.92 ua del Sol; mentre el periheli s'hi troba prop de l'òrbita de Mart a 1,57 ua del Sol. Amb les dades subministrades i les observacions fetes per diferents científics es va poder establir que el cometa completa una òrbita d'uns 37,72 anys.
La distància mínima entre el cometa i la Terra sempre és superior a 0,5 unitats astronòmiques, que aconsegueix entorn del periheli. L'òrbita del cometa fa que tingui trobades properes amb els gegants gasosos Júpiter, Saturn i Urà.